# Power Rangers: Turbo
Power Rangers: Turbo este un serial despre 5 rangeri tineri chemați iarași de Zordon (Robert L. Manahan) să le dea niște transformatoare pentru a deveni rangeri. Zordon reapare din nou după seria precedentă numai că recrutează câțiva rangeri din seria precedentă care să salveze lumea se reîntorc Tommy,Adam,Tanya,Kat în schimb este un nou ranger în echipă Justin pentru a-i ajuta să salveze lumea cei 5 rangeri sunt: rangerul galben Tanya (Nakia Burisse), rangerul albastru Justin (Blake Foster), rangerul verde Adam (Johnny Yong Bosch), rangerul roz Kat (Catherine Sutherland), și rangerul roșu Tommy (Jason David Frank) între timp, mai apare un ranger unul fantomă de culoare neagră similar cu Alpha 5 (Alex Dodd) care li se alătură echipei. Aceștia sunt ajutați în lupte din nou de Alpha 5 (Richard Steven Horvitz) care le trimite echipament.

## Început de serial
Este vorba de 5 adolescenți (de fapt șase) care se hotărăsc să fie recrutați la salvarea lumii.Tommy,Tanya,Justin,Adam și Katherine sunt eroii noștri Power Rangers.

## Date despre serial

### Început de serial
În casa domnului Zordon se află baza Power Rangers locul unde s-au transformat în Power Rangers.

### Rangerii
Tommy Thomas Oliver el este rangerul roșu original este liderul echipei.În sezonul 2 e înlocuit de Theodore Jarvis Jay Johnson (TJ).
Tanya Sloan ea este rangerul galben original.În sezonul 2 e înlocuită de Ashley Hammond.
Justin Stewart el este rangerul albastru original, este singurul ranger neschimbat.
Adam Park el este rangerul verde original.În sezonul 2 e înlocuit de Carlos Vallerte.
Kat Katherine Hillard ea este rangerul roz original.În sezonul 2 e înlocuită de Cassie Chan.
Theodore Jarvis Jay Johnson (TJ) el este noul ranger roșu după ce Tommy Thomas Oliver a renunțat.
Ashley Hammond ea este noul ranger galben după ce Tanya Sloan a renunțat.
Carlos Vallerte el este noul ranger verde după ce Adam Park a renunțat.
Cassie Chan ea este noul ranger roz după ce Kat Katherine Hillard a renunțat.

### Aliații
Bulk Farkus Bulkmeier și Skull Eugene Skullovitch se întorc pentru a nu știu câta oară cei doi băieți șmecheri, l-au înconjurat pe Elgar dar, au fost transformați în cimpanzei.
Jerome Stone este noul tip care are un bar cu sucuri, unde își petrec cea mai mare parte a timpului rangerii când nu au misiuni,fiindcă Ernie cel care trebuia să se ocupe de bar a plecat, în America de Sud să construiască un pod.

### Dușmanii
Divatox este stăpâna creaturilor, vrea să facă tot posibilul să îi învingă pe rangeri, pentru a le lua puterile odată pentru totdeauna, este la fel de diabolică cum era Rita Repulsa.
Rygog este unul dintre sclavii lui Divatox trimis să învingă pe rangeri, a fost distrus de puterile lui Zordon în seria Power Rangers In Space.
Elgar un alt slav al lui Divatox, trimis să învingă și el pe rangeri, sfârșește și el distrus de puterile lui Zordon în seria Power Rangers In Space.
Porto unul din creierii puterii lui Divatox, a fost trimis și el să distrugă pe rangeri, a sfârșit și el distrus de puterile lui Zordon în seria Power Rangers In Space dar l-a afectat foarte tare.
Piranhatrons unul din peștii războinici a lui Divatox, el este responsabil pentru distrugerea camerei puterii, unde se aflau rangerii.  
Generalul Havoc fratele lui Divatox, a fost capturat de megazordul Turbo, apoi s-a folosit de rangeri ca să poată pune mâna, pe rubinul rangerului fantomă.
Robot Warriors sunt roboți războinici, care trebuie să lupte de fiecare dată cu rangerii.